# Bungain jezik
Bungain jezik (ISO 639-3: but), papuanski jezik torricellske porodice, skupine marienberg, kojim govori oko 3 600 ljudi (2003 SIL) u provinciji East Sepik u Papui Novoj Gvineji; jedno od sela im je Yaugiba.

## Vanjske poveznice
- Ethnologue (14th)
- Ethnologue (15th)